# Nazewnictwo
Nazewnictwo (inaczej nomenklatura) – zbiór zasad określający reguły nadawania charakterystycznych nazw dla danej dziedziny. Umożliwia standaryzację nazw, pozwalając tym samym na łatwe dodawanie nowych elementów do słownika. 
Systematyczne nazewnictwo jest bardzo ważne w chemii (szczególnie w chemii organicznej) oraz biologii (szczególnie w systematyce organizmów żywych).